# Adelina Boguș
Adelina Boguș (nata Cojocariu; Botoșani, 4 settembre 1988) è una canottiera rumena, vincitrice della medaglia di bronzo nell'otto a Rio de Janeiro 2016.

## Palmarès
- Olimpiadi

Rio de Janeiro 2016: bronzo nell'8.
- Campionati del mondo di canottaggio

Poznań 2009: argento nell'8.
Chungju 2010: bronzo nell'8.
- Campionati europei di canottaggio

Poznań 2007: bronzo nel 2 senza.
Maratona 2008: bronzo nel 4 di coppia.
Brest 2009: oro nell'8.
Montemor-o-Velho 2010: oro nell'8.
Plovdiv 2011: oro nell'8.
Varese 2012: bronzo nel 2 di coppia.
Siviglia 2013: oro nell'8.
Belgrado 2014: oro nell'8.
Poznań 2015: bronzo nell'8.
Račice 2017: oro nell'8.